# Лесной (Фировский район)
Лесной — посёлок в Фировском районе Тверской области. Входит в состав Рождественского сельского поселения.

## География
Посёлок находится в 6 километрах к северо-востоку от районного центра посёлка Фирово, на реке Граничная, рядом с линией Октябрьской железной дороги — платформа 48 км.

## История
Возник в середине 1930-х годов как поселок лесозаготовителей.
По данным 1997 года 376 жителей в 149-и хозяйствах.

## Население
| 2010 |
| ---- |
| 191  |

Население по переписи 2002 года — 259 человек.
Согласно результатам переписи 2002 года, в национальной структуре населения русские составляли 93 % от жителей.

## Инфраструктура
В посёлке находится клуб, медпункт, магазин.